# David Lindsay (28. hrabia Crawford)
David Alexander Robert Lindsay (ur. 20 listopada 1900, zm. 13 grudnia 1975) – brytyjski arystokrata i polityk, najstarszy syn Davida Lindsaya, 27. hrabiego Crawford i 10. hrabiego Balcarres oraz Constance Pelly, córki sir Henry'ego Pelly'ego, 3. baroneta. W latach 1913–1940 był znany jako lord Balniel.
Naukę rozpoczął w Eton College. W 1922 r. ukończył Magdalen College w Oksfordzie. Dwa lata później został wybrany do Izby Gmin z okręgu Lonsdale jako reprezentant unionistów. W niższej izbie brytyjskiego parlamentu zasiadał do 1940 r., kiedy to po śmierci ojca, jako 28. hrabia Crawford i 11. hrabia Balarres, zasiadł w Izbie Lordów. Do tego czasu był parlamentarnym prywatnym sekretarzem ministra rolnictwa, rybołówstwa i żywności w 1924 r. i ministra zdrowia w latach 1931–1940.
W 1951 r. lord Crawford został odznaczony Krzyżem Wielkim Orderu Imperium Brytyjskiego, za swoją działalność na polu sztuki. Hrabia był mężem zaufania Tate Gallery (1932–1937), National Gallery (1935–1941, 1945–1952 i 1953–1960), British Museum (1940–1973), członkiem Komisji ds. Muzeów i Galerii (1937–1952), członkiem zarządu Szkockiej Galerii Narodowej (1952–1972), Royal Fine Arts Commision (1943–1957) oraz Szkockiej Biblioteki Narodowej (1944). Za działalność na stanowisku rektora Uniwersytetu w St Andrews (1952–1955), został odznaczony Orderem Ostu.
9 grudnia 1925 r. poślubił Mary Catherine Cavendish (20 lipca 1903 - ?), córkę Richarda Fredericka Cavendisha i lady Moyry Beauclerk, córki 10. księcia St Albans. David i Mary mieli razem trzech synów:
- Robert Alexander Lindsay (ur. 5 marca 1927), 29. hrabia Crawford
- Patrick Lindsay (14 listopada 1928–1986), ożenił się z lady Amabel Yorke, miał dzieci
- Thomas Richard Linsay (ur. 18 lutego 1937), ożenił się z Sarah Cure, ma dzieci

Lord Crawford zmarł w wieku 75 lat. Wszystkie tytuły odziedziczył jego najstarszy syn.